# Deltocephalinae
Deltocephalinae  (лат.) — крупнейшее подсемейство прыгающих насекомых из семейства цикадок (Cicadellidae). Более 6600 видов. Встречаются всесветно. 

## Описание
Простые глазки на переднем крае располагаются близко к фасеточным глазам. Макросетальная формула задних бёдер обычно равна 2+2+1.

## Систематика
38 триб, 923 рода, более 6600 видов. Крупнейшая триба Athysanini включает 228 родов и более 1100 видов. Иногда в состав Deltocephalinae, принимаемого в широком объеме, включают подсемейства Eupelicinae, Koebeliinae, Paraboloponinae, Penthimiinae (Penthimia) и Selenocephalinae, а также Acostemminae, Arrugadinae, Drakensbergeninae, Mukariinae, Stegelytrinae и трибы Magnentiini (из Nioniinae) и Paraphrodini (Aphrodinae).
Некоторые роды подсемейства:
- Acinopterus Van Duzee, 1892
- Aconurella
- Albicostella
- Allygianus Ball, 1936
- Allygiella Oman, 1949
- Alobaldia
- Amblysellus Sleesman, 1929
- Amimenus
- Amplicephalus DeLong, 1926
- Aplanus Oman, 1949
- Aplanusiella Nielson & Haws, 1992
- Arundanus DeLong, 1935
- Ascius DeLong, 1943
- Atanus Oman, 1937
- Athysanella Baker, 1898
- Athysanus
- Athysanopsis
- Auridius Oman, 1949
- Baldulus Oman, 1934
- Ballana DeLong, 1936
- Bambusana
- Bandara Ball, 1931
- Bobacella
- Bonneyana Oman, 1949
- Allygus Fieber, 1875
- Anoplotettix Ribaut, 1942
- Cicadula Zetterstedt, 1840
- Colladonus
- Coulinus
- Ctenurellina
- Deltocephalus
- Doliotettix
- Drabescus
- Ederranus
- Errastunus Ribaut, 1946
- Eupelix
- Euscelis Brullé, 1832
- Elymana De Long, 1936
- Glossocratus
- Goniagnathus
- Graphocraerus
- Handianus
- Hardya
- Hecalus
- Hishimonus
- Hishimonoides
- Idiodonus
- Laburrus
- Limotettix J. Sahlberg, 1871
- Macrosteles
- Macustus
- Matsumurella
- Mimallygus
- Morinda (животное)
- Neoaliturus
- Nephotettix
- Norva
- Ophiola
- Orientus
- Osbornellus
- Paluda
- Perotettix
- Platymetopius Burmeister, 1838
- Phlogotettix
- Pithyotettix
- Recilia
- Scaphoideus Uhler, 1889
- Scaphoidella
- Speudotettix Ribaut, 1942
- Stenometopiellus
- Stictocoris
- Stymphalus
- Taurotettix
- Thamnotettix
- Watanabella
- Aflexia Oman, 1949
- Alapus De Long & Sleesman, 1929
- Doratura J. Sahlberg, 1871
- Macrosteles Fieber, 1866
- Mimotettix
- Nesoclutha Evans, 1947
- Sagatus Ribaut, 1948
- Balclutha Kirkaldy, 1900
- Adarrus Ribaut, 1947
- Diplocolenus Ribaut, 1946
- Japananus Ball, 1931
- Jassargus Zachvatkin, 1934
- Paramesus Haupt, 1929
- Psammotettix Fieber, 1866
- Rhopalopyx Ribaut, 1939
- Sonronius Dorst, 1937
- Sorhoanus Ribaut, 1946
- Stirellus Osborn & Ball, 1902
- Streptanus Ribaut, 1942
- Synophropsis Haupt, 1926
- Verdanus Oman, 1949